# جنیس ادیر
جنیس ادیر (انگلیسی: Janice Adair؛ ۲۵ مه ۱۹۰۵ – ۱۱ نوامبر ۱۹۹۶) بازیگر اهل بریتانیا بود.
از فیلم‌هایی که وی در آن‌ها نقش داشته‌است، می‌توان به نه و چهل و پنج دقیقه اشاره نمود.